# PaSoRi
PaSoRi（パソリ）は、ソニーが製造・販売している外付けするタイプの非接触型ICカードリーダー/ライターのブランド名。従来は「FeliCaポート/パソリ」「NFCポート／パソリ」といった表記もしていたが、現在は単に「パソリ」と表記することが多い。

## 製品

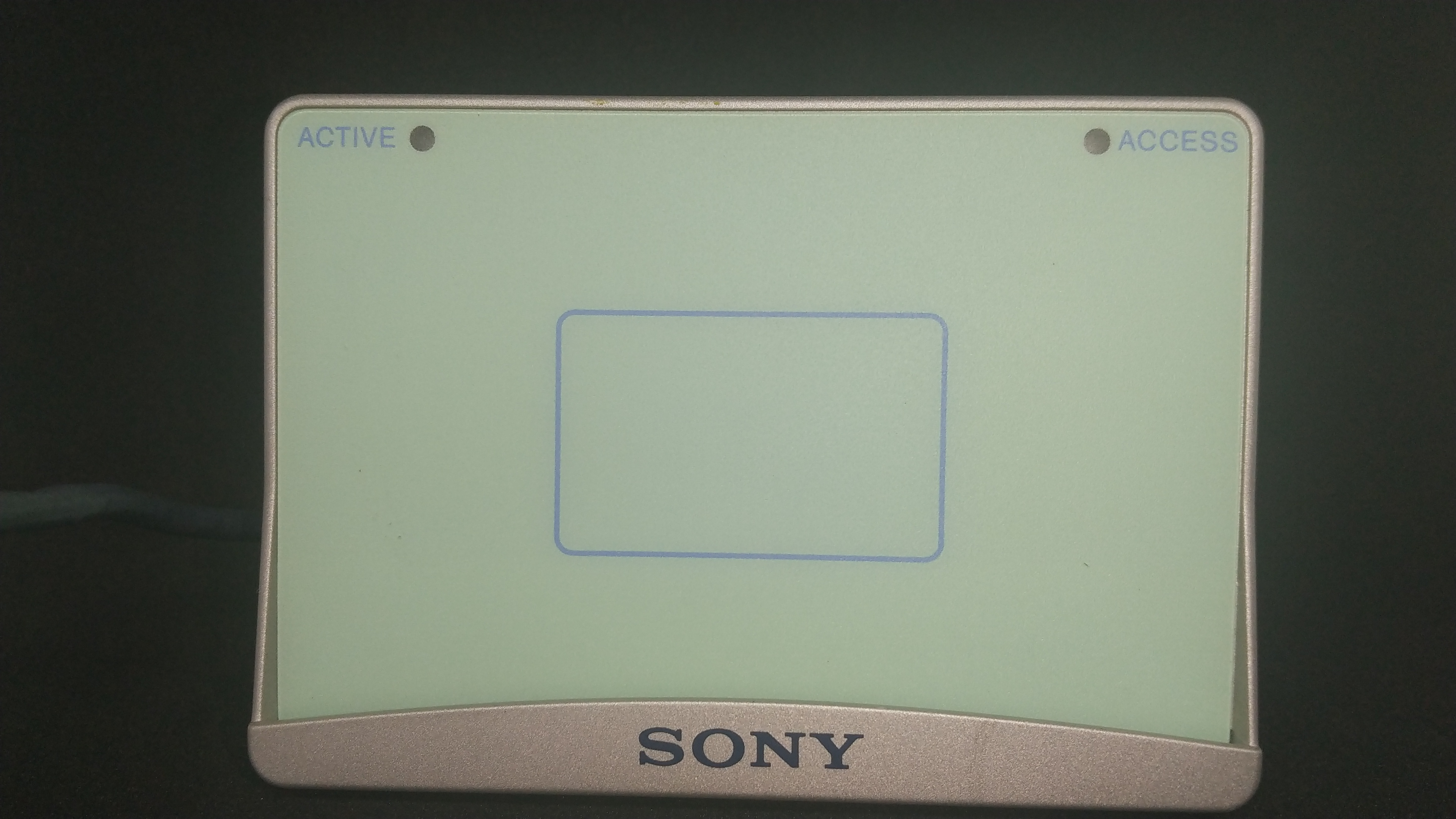
RC-S310が内蔵スタンドで自立している様子。

RC-S310
2001年発売。USB接続。Windows 98/Me/2000/XP/Vista/7/8.xおよびPLAYSTATION 3に対応。ICカードはFeliCaにのみ対応。
アクティブとアクセスのLEDランプがそれぞれ１つずつ付いている。
自立できるようにスタンドが内蔵されている。

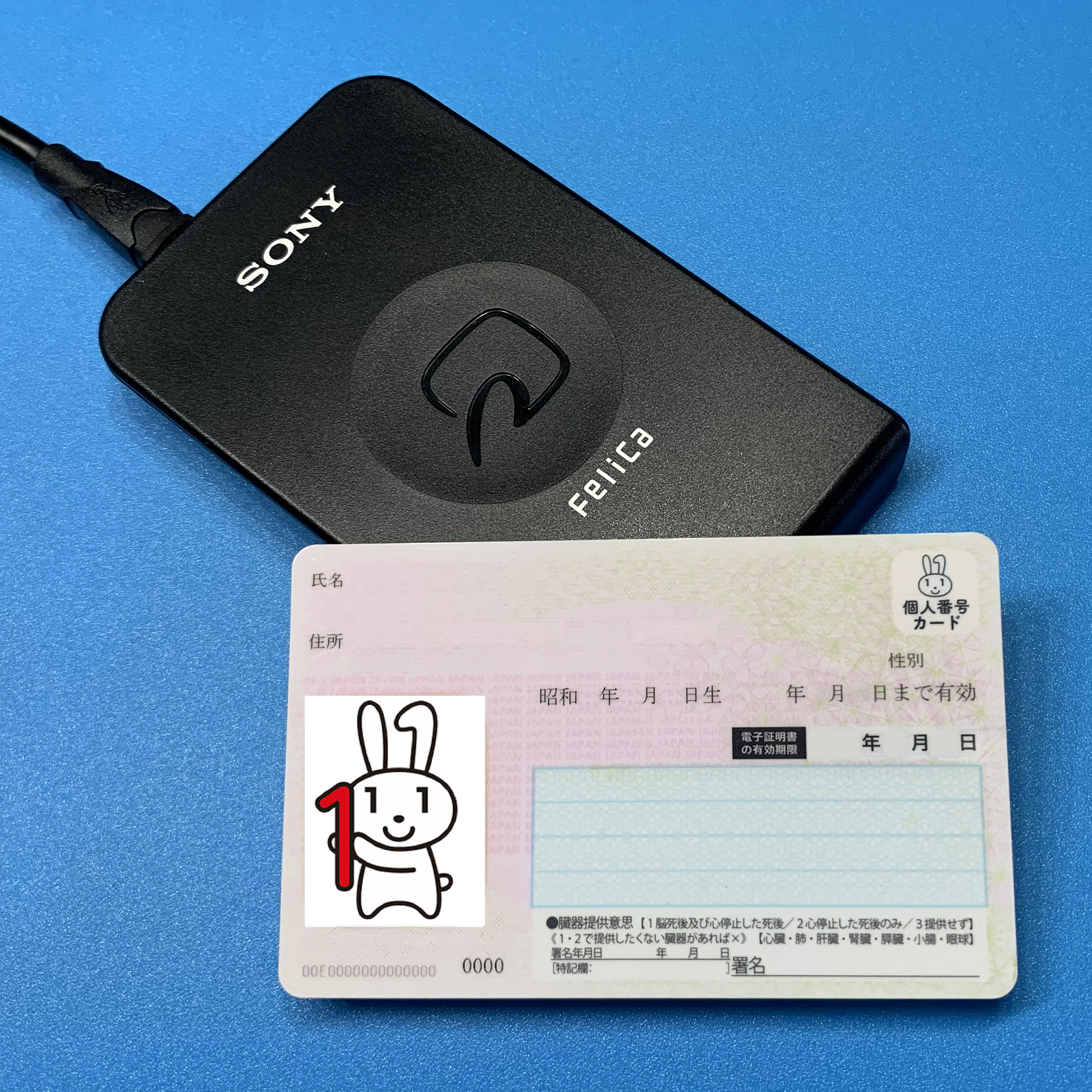
「RC-S370」と「マイナンバーカード（個人番号カード）」

2022年6月30日、ソフトウェアの提供を終了した。
RC-S320
2004年10月発売。USB接続。Windows 98/Me/2000/XP/Vista/7/8.xおよびPLAYSTATION 3に対応。ICカードはFeliCaにのみ対応。
ユーザーのコミュニティでは、後述のRC-S330と比較し、筐体色から「白パソリ」と呼ばれる。
S310と比べると形状が大きく変わり、アクセスLEDランプが無くなった。
2007年8月2日、USBコネクタ部品に形状不良の樹脂部品を使用していたため、機器側USB端子を変形させてしまう可能性があるとして無償交換を実施したが、2013年9月30日をもって受付を終了した。
2022年6月30日、ソフトウェアの提供を終了した。
RC-S330
2009年1月21日発売。USB接続。Windows XP/Vista/7/8.x/10およびPLAYSTATION 3に対応。ICカードはNFCに対応し、FeliCaだけでなくMIFAREなどのISO/IEC 14443タイプA、タイプBの非接触ICカードもサポートし、e-Taxにも対応している。
ユーザーのコミュニティでは、前述のRC-S320と比較し、筐体色から「黒パソリ」と呼ばれる。
S320と比べてアクティブLEDランプが無くなり、接続もS320は本体から直接ケーブルが出ていたが、S330はUSB-Mini-Bのメスポートが付いている。
業務用途専用モデルとしてアメリカ・ヨーロッパでの電波法にも準拠したRC-S330/Sも同時に発売。
2022年6月30日、ソフトウェアの提供を終了した。
RC-S370

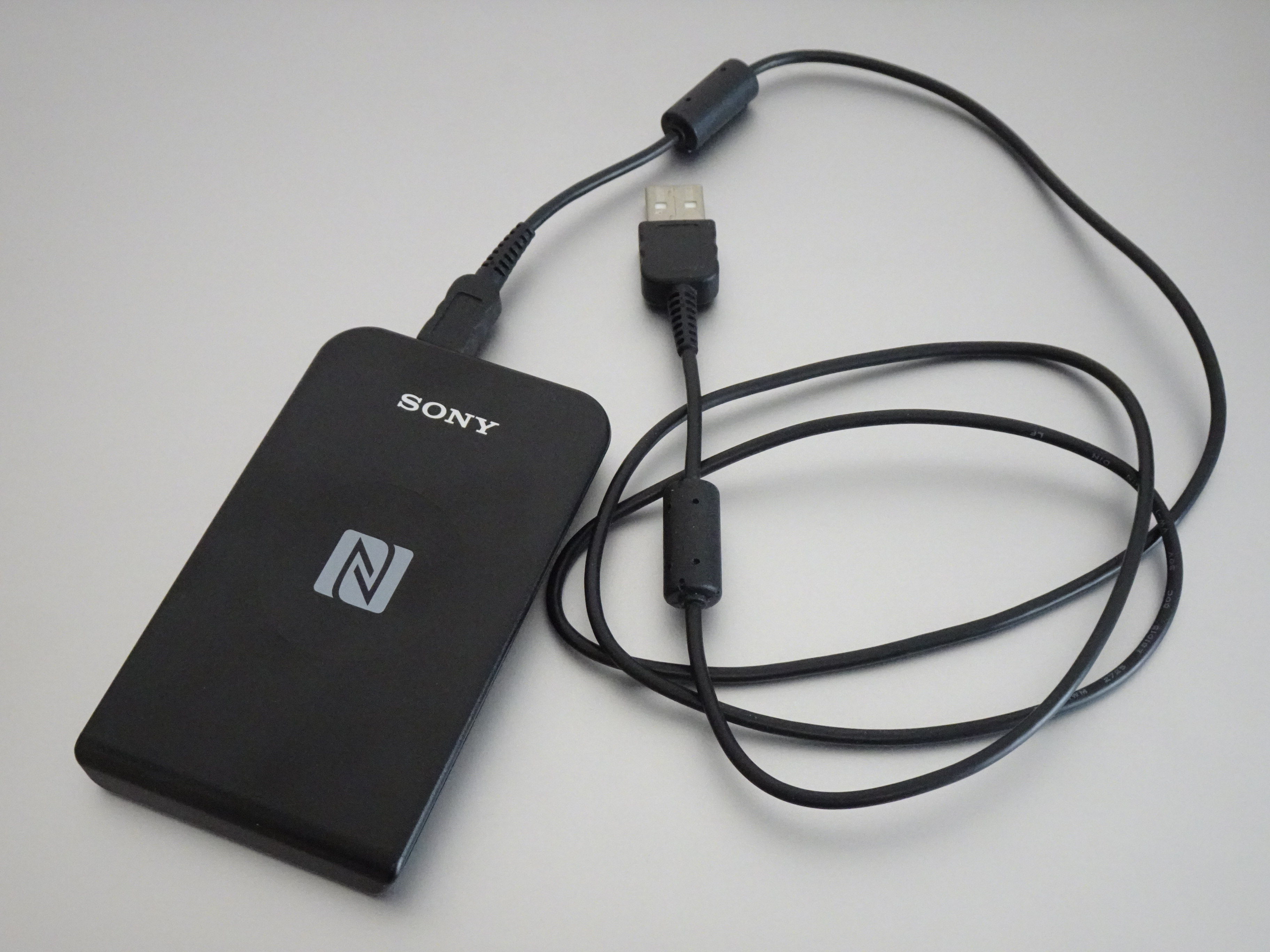
RC-S380　モバイル非接触IC通信マークではなくNFCフォーラムのNマークが描かれている。

2010年10月13日発売。USB接続。Windows XP/Vista/7/8.x/10およびPLAYSTATION 3に対応。ICカードはNFCに対応し、FeliCaだけでなくMIFAREなどのISO/IEC 14443タイプA、タイプBの非接触ICカードもサポートし、e-Taxにも対応している。
RC-S330との差は、専用スタンドが同梱されていることと、CD-ROMが同梱されなくなったことである。
2022年6月30日、ソフトウェアの提供を終了した。
RC-S380
2012年10月10日発売。USB接続。
NFCフォーラムの認定を取得した。タッチ面には従来までのモバイル非接触IC通信マークではなく、NFCフォーラムのNマークが描かれており、FeliCaの文字が無くなっている。PC/SC 2.0準拠。
業務用途専用モデルとしてアメリカ・ヨーロッパでの電波法にも準拠したRC-S380/Sも発売。
RC-S390
2013年10月7日発売。Bluetooth接続。iOS専用。
充電式で、本体には充電用のmicro USB-Bポートがついている。
業務用途専用モデルとしてiOS専用のRC-S390/S、Windows対応のRC-S390/SWがある。
RC-S300
2021年11月11日発売。USB接続。Windows 8.1/10/11およびmacOS 10.15/11に対応。
今までと比べてアクティブ/アクセスLEDランプが付き、接続も今までは、本体にはUSB-Mini-Bのメスポートが付いてたが、S300はmicro USB-Bのメスポートが付いている。
LEDランプは、点灯中はICカードをかざせるとき、点滅中はICカードにアクセスしているとき、と1つのLEDランプでアクティブ/アクセスの2つの機能を有している。

### 同等機能をもった製品
PaSoRiの名を冠していないが同等の機能をもつ製品として以下のものがある。
RC-S340
2006年4月のIC CARD WORLD 2006にて参考出展、その後発売。PCカード接続。Windows 2000/XP/Vista（32bitのみ）に対応。ICカードはFeliCaにのみ対応。
RC-S360
2010年12月8日発売。USBスティック型。Windows 2000/XP/Vista/7/8.x/10。ICカードはNFCに対応し、FeliCaだけでなくMIFAREなどのISO/IEC 14443 タイプA、タイプBの非接触ICカードもサポートしている。
楽天Edyからも「楽天Edyリーダー」の名称で提供されていた。
2022年6月30日、ソフトウェアの提供を終了した。
またこの他にもPaSoRiの名を冠していない組み込み用モジュール（RC-S625シリーズ）があり、ノートPCなどに内蔵されている場合もある。

### 類似の他社製品
アイ・オー・データ機器とトッパン・フォームズが開発し、アイ・オー・データ機器が販売していたNFCリーダー・ライター「ぴタッチ（USB2-NFC）」「NFC-ST」「NFC-RW」「USB2-NFC2」は、基本的にはパソリと互換性はなく、後述の各種サービスやアプリケーションも使用することはできない。しかし、これらの製品に付属していたedyviewer2.1には、felicatonfc.dllという API ラッパ DLL が同梱されていた。このライブラリを利用することでIDmの読み取りなどedyviewerが必要としていた一部の機能はパソリ用ソフトウェアから利用することができる場合もあるが、メーカーによって保証されたものではない。

## 主な対応サービス
Windows向け基本ソフトウェアにはFeliCa Secure Clientが含まれており、Internet Explorer・Microsoft Edge・Google ChromeからPaSoRiを制御することで各種Webサービス上でFeliCaを利用できる。
e-Tax
インターネット上での確定申告。マイナンバーカードとNFCに対応したRC-S330以降のモデルで利用できる。
SFCard Viewer Web版
交通系電子マネーカードの残高確認および利用履歴の確認。ブラウザ版だけでなくアプリ版もある。
Edy Viewer
楽天Edyカードへのチャージや残高確認、Edyギフト受け取り。
WAONネットステーション
WAONへのチャージやポイントダウンロード。
Suicaインターネットサービス
クレジットカードからSuicaへのチャージ、Suicaでネットショッピング決済。2020年5月にサービス終了。

## 主な対応アプリケーション
eLIO D-URL（ソニーファイナンスインターナショナル）
eLIO対応カードをかざすと、そのカードに応じたホームページを表示するアプリケーション。2011年2月28日にサービス終了。
SFCard Viewer（ソニー） / SFCard viewer 2（ソニーイメージングプロダクツ&ソリューションズ）
交通系ICカードをかざすと、電車の利用履歴や残高を確認できるアプリケーション。
スクリーンセーバーロック（ソニー） / スクリーンセーバーロック２（ジャストシステム）
FeliCaカードやFeliCa対応ケータイをかざすだけでスクリーンセーバーのロックを解除できるアプリケーション。
FeliCaランチャー（ソニー） / かざしてナビ（ジャストシステム） / FeliCa Portal for Personal（ソニー）
PaSoRiで利用できる各アプリケーションを簡単に起動できるポータルメニューアプリケーション。
パーソナルシェルター（ジャストシステム）
FeliCaカードをかざして認証しないと見えない秘密領域をPC上に作成するアプリケーション。
かんたん登録（ソニー） / かんたん登録２（ジャストシステム）
住所・名前・電話番号・メールアドレスなどの情報をカードと紐づけておくことで、カードをかざすとサイトに自動的に入力するアプリケーション。
FeliCaブラウザエクステンション（ソニー）/ FeliCa ツールバー
パソコンで表示しているサイトのURLを携帯電話に転送するアプリケーション。
かざして転送（ジャストシステム）
パソコンから携帯電話に画像やテキストデータをおサイフケータイで転送するためのアプリケーション。
かざしてログオン（ソニー）
パソコンにFeliCaカードをかざしてログオンできるアプリケーション。対応OSはWindows XP/Vista/7。2017年3月31日でダウンロード提供終了、2018年3月31日サポート終了。
電子マネービューワーウィジェット（ソニー）
Edy、Suica、nanaco、WAONをかざすと、その残高や利用履歴が確認できるアプリケーション。2016年12月20日サポート終了。

## アプリケーション開発環境
FeliCaポートやPaSoRiを使用したソフトウェアを開発するためには、以下のSDKやライブラリを用いられることが多い。
SDK for NFC / SDK for FeliCa
ソニーが提供するNFCまたはFeliCa技術を利用したアプリケーションをPC上で効率的に開発できるツール群。以下のバージョンがある。
- Starter Kit : 評価用としてLiteの一部機能を無償で提供されたもの。商用利用は禁止されている。
- Lite : 平文通信を利用したアプリケーションを開発できる。
- Professional : セキュリティ機能を利用したアプリケーションを開発できる。
- Enterprise : 上記機能に加え、カードの発行（フォーマット）機能を備える。

felicalib
村上卓弥がWindows用としてオープンソースで公開しているFeliCaカードへアクセスするためのライブラリ。
libpasori
オープンソースで公開されたRC-S320でFeliCaカードから情報を読み取るライブラリ。libusbに依存し、主にLinux環境で使われることが多かったが、2006年のリリースを最後に休止している。
libpafe
伊東宏之がlibpasoriを基にオープンソースで公開しているライブラリ。RC-S310, RC-S320, RC-S330に対応している。libusbに依存し、主にLinux環境で使われる。rubyから利用するためのlibpafe-rubyもある。
NFCPy
PythonからNFCを利用するためのライブラリ。